# Station Ruda Orzegów
Station Ruda Orzegów is een spoorwegstation in de Poolse plaats Ruda Śląska.